# 山香圓圍盾介殼蟲
山香圓圍盾介殼蟲（学名：Fiorinia turpiniae）为盾介殼蟲科圍盾介殼蟲屬下的一个种。